# Tajemnice powiązań inżynieryjnych
Tajemnice powiązań inżynieryjnych – dokumentalny serial oryginalnie nadawanym na kanale National Geographic Channel, a później na kanale BBC 2. Odcinki prezentowane są przez Richarda Hammonda i ukazują jak inżynierowie oraz projektanci używają historycznych wynalazków i wskazówek ze świata przyrody podczas tworzenia w pomysłowy sposób nowych maszyn i budowli. Pierwszy sezon programu zawierał 4 odcinki i miał premierę 15 maja 2008 roku. Drugi sezon programu ukazał się 7 września 2009 roku, a w jego skład wchodziło 6 odcinków. Sezon trzeci nadawany był przez kanał BBC2 od 8 maja 2011 roku i zawierał 6 odcinków.

## Lista odcinków

### Sezon 1 (2008)
| # | Tytuł polski                    | Tytuł oryginalny    |
| - | ------------------------------- | ------------------- |
| 1 | Airbus A380                     | Airbus A380         |
| 2 | Taipei 101                      | Taipei Tower        |
| 3 | Obserwatorium dalekiego kosmosu | Deep Space Observer |
| 4 | Ogromna platforma wiertnicza    | Super Rig           |

### Sezon 2 (2009)
| # | Tytuł polski                | Tytuł oryginalny                |
| - | --------------------------- | ------------------------------- |
| 1 | Stadion Wembley             | Wembley Stadium                 |
| 2 | Opera w Sydney              | Sydney Opera House              |
| 3 | HMS Illustrious             | HMS Illustrious                 |
| 4 | Muzeum Guggenheima w Bilbao | Guggenheim Bilbao               |
| 5 | Most Millau                 | Millau Sky Bridge               |
| 6 | Lotnisko w Hongkongu        | Hong Kong International Airport |

### Sezon 3 (2011)
| # | Tytuł polski                     | Tytuł oryginalny            |
| - | -------------------------------- | --------------------------- |
| 1 | Wieża Arabów                     | Burj Al Arab                |
| 2 | Samochód Formuły 1               | Formula 1                   |
| 3 | Supertankowiec                   | Super Tankers               |
| 4 | Most odporny na trzęsienia ziemi | The Earthquake Proof Bridge |
| 5 | Prom kosmiczny                   | Space Shuttle               |
| 6 | Superszybka kolej                | Bullet Train                |